# Hypercompe turruptianoides
Hypercompe turruptianoides är en fjärilsart som beskrevs av Rothschild 1910. Hypercompe turruptianoides ingår i släktet Hypercompe och familjen björnspinnare. Inga underarter finns listade i Catalogue of Life.